# Кобяков Андрій Володимирович
Андрій Володимирович Кобяков (біл. Андрэй Уладзіміравіч Кабякоў, рос. Андрей Владимирович Кобяков; нар. 21 листопада 1960, Москва) — білоруський політик та дипломат. Голова Комітету державного контролю Республіки Білорусь (1998–2000), міністр економіки (2002–2003, заступник прем'єр-міністра (2000–2002, 2003–2010), посол Білорусі в Росії (2011–2014), прем'єр-міністр Білорусі (2014–2018).

## Біографія
Народився 21 листопада 1960 року в Москві. У 1983 році закінчив Московський авіаційний інститут імені Серго Орджонікідзе, а у 1991 — Білоруський державний інститут народного господарства імені Куйбишева і Інститут політології і соціального управління Компартії Білорусі. За освітою інженер-механік, економіст, політолог, викладач соціально-політичних дисциплін.
З 1983 року працював майстром і старшим майстром механоскладального цеху на Мінському механічному заводі імені Вавилова в Мінську, з 1985 — працював старшим майстром, заступником начальника цеху і заступником начальника складального виробництва заводу «Діапроектор» в Рогачов (Гомельська область), а з 1988 по 1989 рр. — інструктором організаційного відділу Рогачевського міськкому Компартії Білорусі.
Після закінчення Білоруського державного інституту народного господарства з 1991 року працював начальником планово-економічного відділу заводу «Діапроектор», з 1992 — заступником директора з економіки заводу «Діапроектор», з 1995 року — заступником начальника Служби контролю Президента Республіки Білорусь, з 1996 — заступником Голови Комітету державного контролю Республіки Білорусь, потім президентом Білоруського державного концерну з виробництва і реалізації товарів легкої промисловості, а в 1998 році — Головою Комітету державного контролю.
У 2000 Андрій Кобяков був призначений на посаду Першого заступника Прем'єр-міністра Республіки Білорусь, у вересні 2001 — на посаду заступника Прем'єр-міністра Республіки Білорусь, а в липні 2002 — на посаду заступника Прем'єр-міністра Республіки Білорусь — Міністра економіки Республіки Білорусь. З березня 2003 року одночасно був членом Групи високого рівня (ГВР) Єдиного економічного простору (ЄЕП).
24 грудня 2003 Андрій Кобяков був звільнений від займаної посади Міністра економіки, після чого по 2010 перебував на посаді заступника Прем'єр-міністра Республіки Білорусь. 20 лютого 2004 року був призначений на посаду представника держави у ВАТ «Белпромстройбанк».
28 грудня 2010 року був призначений на посаду Заступника Глави Адміністрації Президента Республіки Білорусь, а 8 листопада 2011 Президентом Білорусі Олександром Лукашенком був призначений Надзвичайним і Повноважним послом Білорусі в Росії, а також Постійним представником Білорусі при Євразійському економічному співтоваристві за сумісництвом.
27 серпня 2012 року Кобяков був призначений на посаду Глави адміністрації Президента Республіки Білорусь, а 27 грудня 2014 року він змінив Михайла М'ясниковича на посаді прем'єр-міністра Білорусі.